# Ordnance QF 6 lb
Il cannone controcarri noto brevemente come 6 libbre, 57 mm di calibro, in servizio nell'Esercito Britannico e successivamente in altre forze armate, era in realtà l′Ordnance Quick Firing 6 pounder 7 cwt e sostituiva il precedente 2 libbre. Anche l'U.S. Army adottò il pezzo come il proprio principale pezzo anticarro sotto la denominazione di 57 mm Gun M1.
Progettato già nel 1938 come successore al 2 libbre (40/50 mm) anticarro precedente, venne realizzato in pratica solo nel 1940, quando però le linee di produzione, dopo le gravi perdite in mezzi subite nella Campagna di Francia, erano tutte impegnate nella produzione del cannone precedente.
Solo a partire dal 1941 venne prodotto in quantità significative e rimase in servizio in prima linea per tutta la durata della guerra, anche se, a partire dalla tarda estate del 1943, iniziò la sua sostituzione con il 17 libbre.
La bocca da fuoco, che aveva un calibro di 57 mm ed era lunga circa 50 calibri, veniva montata su un affusto convenzionale, a code divaricabili, che permetteva un brandeggio di ben 90°, l'angolo di tiro in elevazione poteva essere compreso tra -5° e +15°. Il cannone sparava una granata da 2,85 kg, con una velocità alla bocca di 900 m/s. Le penetrazioni per le varie distanze sono date nella tabella a fianco.
Il peso in ordine di combattimento era solo 1112 kg. I serventi erano protetti dal tiro delle armi leggere nemiche da una scudatura leggera.

## Lo sviluppo

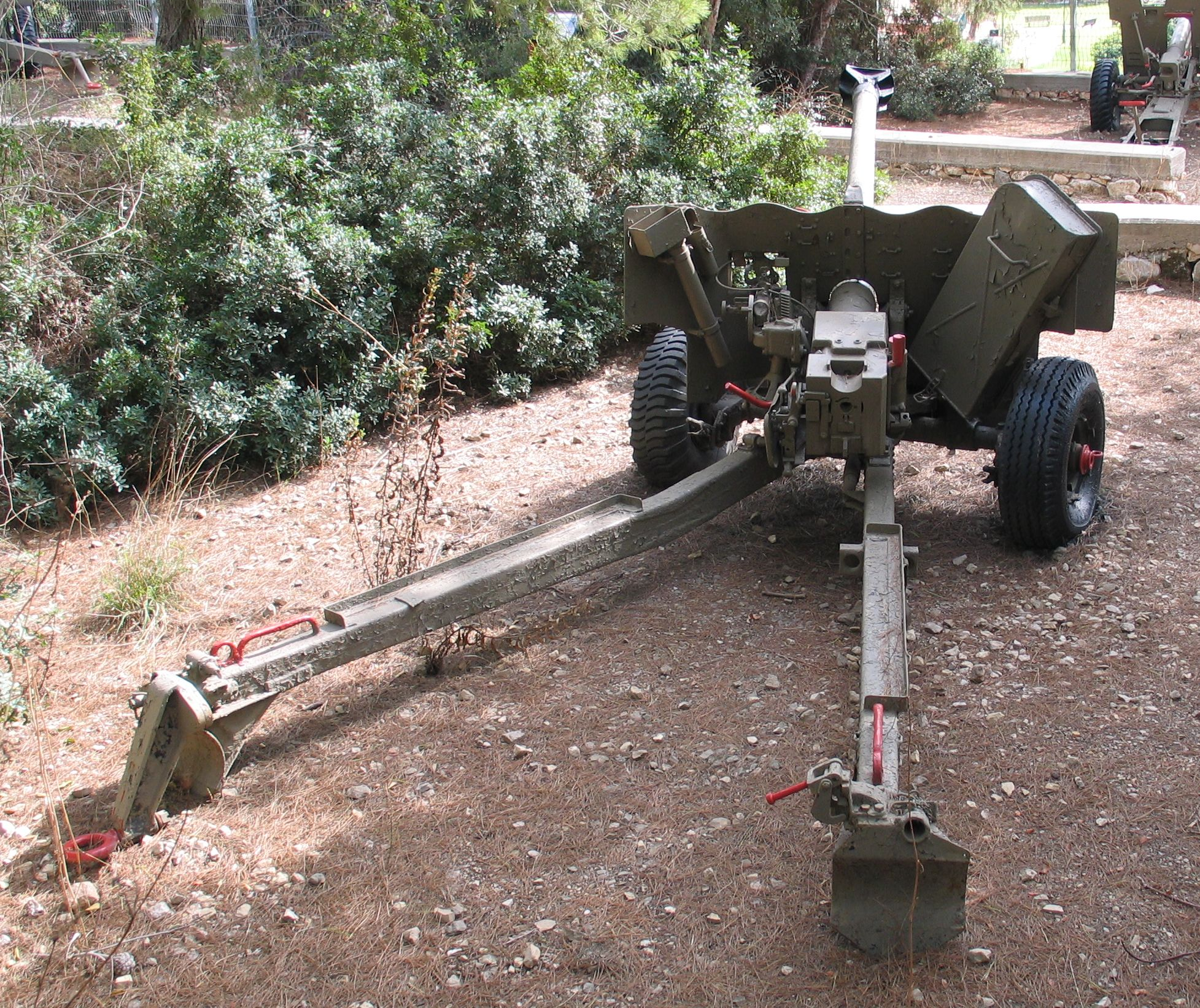
6 libbre Mk IV esposto al museo Beyt ha-Tochan (Israele), notare gli accessori caricati dietro lo scudo

Il 6 libbre Mk I fu utilizzato solo per l'addestramento, mentre i modelli che furono distribuiti in maggior quantità ai reparti furono il 6 libbre Mk II ed il 6 libbre Mk IV. Le varianti 6 libbre Mk III e 6 libbre MK V ebbero gli orecchioni modificati per poter essere installati su carri armati (Mk III Valentine, Mk VI Crusader e Mk IV Churchill). Ne fu sviluppata anche una versione su affusto modificato (Carriage QF 6 pdr Mk III) in cui le code erano accorciate e l'assale delle ruote era più stretto, per permettere di caricare il cannone su un aliante da sbarco, l'unico impiego nel corso della Seconda guerra mondiale per questo modello fu nel corso dell'Operazione Market Garden. Gli Stati Uniti acquistarono la licenza di costruzione, e nella loro terminologia questo cannone era indicato come M1 Antitank gun 57 mm (cannone anticarro M1 da 57 mm). Il cannone americano era sostanzialmente identico al prototipo britannico, salvo la riduzione della lunghezza della canna (43 calibri) e l'uso di un volantino per il brandeggio (che, nel modello britannico, avveniva con un'imbottitura a spalla), tuttavia abbastanza presto anche negli Stati Uniti la produzione tornò al brandeggio a spalla (M1A2 Antitank gun 57 mm).
Una variante molto particolare era il Molins gun, che era progettato per l'installazione sul Mosquito del Coastal Command e sulle motosiluranti della Royal Navy, in particolare sulle Fairmile D in funzione antisommergibile.  La designazione navale era QF 6-Pounder Mk IIA e sono state prodotte quasi 600 di queste armi.

## Impiego
| Distanza (m) | APCBC (mm) | APDS (mm) |
| 450          | 87         | 131       |
| 900          | 80         | 114       |
| 1400         | 73         | 103       |
| 1800         | 67         | 90        |

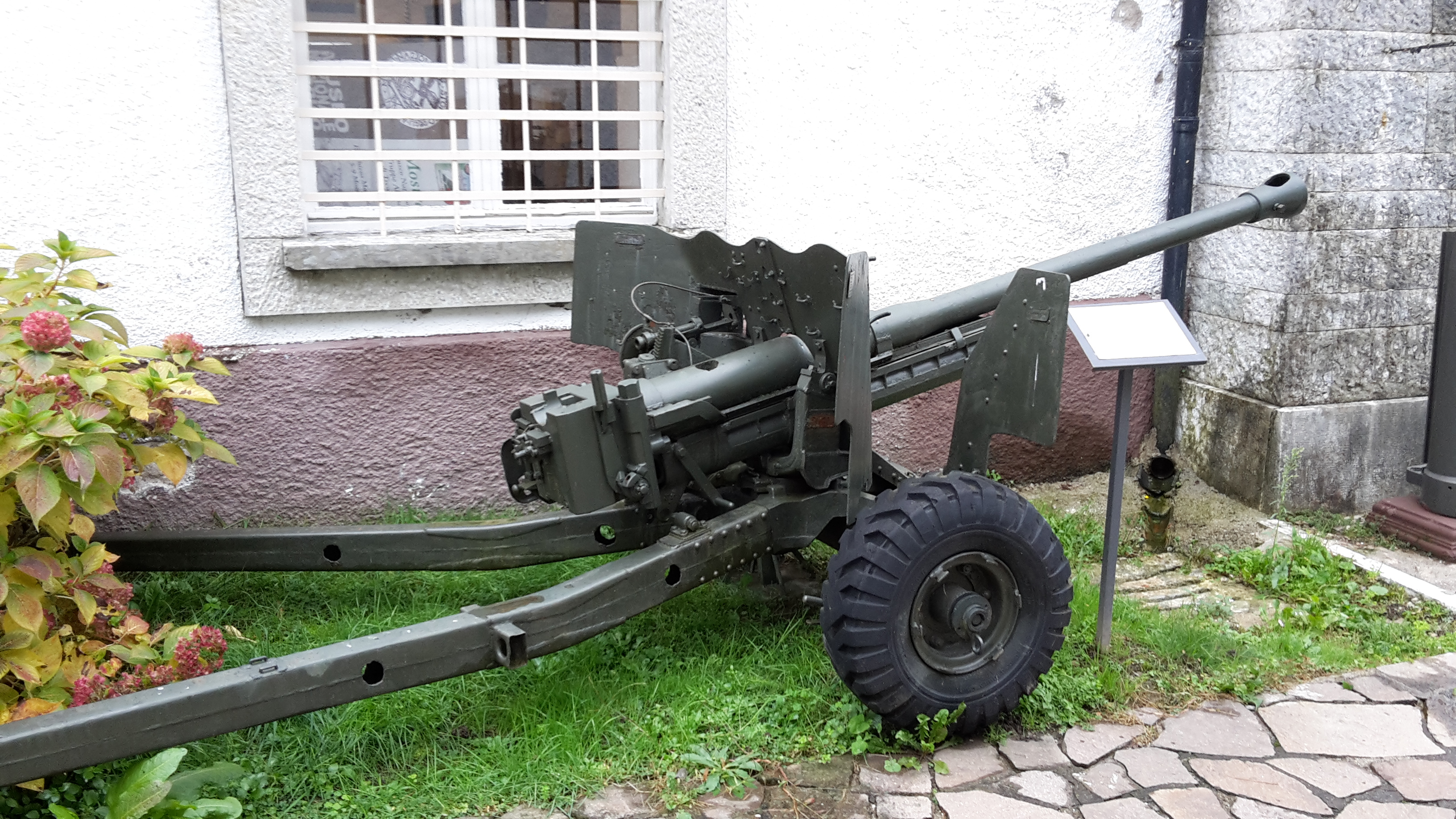
Esemplare di 57/50 presso il museo storico degli alpini di Trento

Il 6 libbre operò inizialmente in Nord Africa a partire dall'aprile 1942 e successivamente in Italia. Un impiego tipico in Nord Africa fu l'uso montato sul pianale di un camion, da cui poteva anche aprire il fuoco (portee in inglese). Questo impiego, di una certa utilità su una superficie praticamente piatta come quella del deserto, non portava vantaggi tattici su terreni più accidentati. Nel 1943, quando, in Tunisia, dovette confrontarsi con il PzKpfw VI Tiger mostrò i suoi limiti, dato che i suoi proiettili non erano in grado di perforare la corazza anteriore, e potevano danneggiare il carro solo se lo colpivano ai cingoli o di fianco. I tentativi di produrre proiettili APDS (Armour Piercing Discarding Sabot - Perforanti su corazza a rilascio di incamiciatura, cioè perforanti decalibrati) non ebbero grande successo, soprattutto considerando che, comunque erano capaci di perforare la corazzatura frontale dei PzKpfw VI Tiger solo a breve distanza. A fianco sono riportati i valori di penetrazione su corazzatura verticale in acciaio.
Il cannone venne usato in quantità notevoli fino al 1943, quando la disponibilità del 17 libbre lo fece sostituire nei battaglioni di artiglieria anticarro con il mezzo più potente. La maggior parte dei pezzi così ritirati dal servizio di artiglieria fu assegnato alle compagnie controcarri di fanteria, tuttavia un numero imprecisato fu ceduto all'URSS. Il pezzo fu ceduto anche ai reparti dell'Esercito Cobelligerante Italiano, presso il quale era conosciuto come cannone da 57/50.
Nell'ETO (European Theater of Operation), cioè in Francia e Germania, fu usato soprattutto dall'Esercito Statunitense. Negli Stati Uniti fu anche sviluppato un veicolo semicingolato armato con questo cannone (T48 57 mm Gun Motor Carriage), destinato inizialmente all'Esercito Britannico, ma la Gran Bretagna prese in carico solo 30 veicoli (dato che, nel frattempo, l'artiglieria controcarri si era standardizzata sul 17 libbre), quindi i restanti furono ceduti all'Unione Sovietica.
Dopo la seconda guerra mondiale il 6 libbre rimase in servizio in diversi eserciti.